# 中澤達也
中澤 達也（なかざわ たつや、1979年6月17日 - ）は、日本の俳優、格闘家、YouTuber。東京都八王子市出身。格闘技団体「益荒男と宴」代表。

## 経歴
10代の時、二十一代目八王子万吉スペクター総長を務めていた。
2005年の『修羅の門』（主演：小沢仁志、製作総指揮：村上和彦）全国オーディションで準グランプリを獲得。
2013年よりオリジナルビデオ『日本統一』にレギュラー出演し、川上章介役を務める。

## 戦績

### 総合格闘技
| 総合格闘技 戦績 | 総合格闘技 戦績 | 総合格闘技 戦績 | 総合格闘技 戦績 | 総合格闘技 戦績 | 総合格闘技 戦績 | 総合格闘技 戦績 |
| --------------- | --------------- | --------------- | --------------- | --------------- | --------------- | --------------- |
| 2 試合          | (T)KO           | 一本            | 判定            | その他          | 引き分け        | 無効試合        |
| 1 勝            | 0               | 0               | 1               | 0               | 0               | 0               |
| 1 敗            | 0               | 0               | 1               | 0               | 0               | 0               |

| 勝敗 | 対戦相手 | 試合結果          | 大会名               | 開催年月日     |
| ×    | YUSHI    | 3分3R終了 判定0-3 | RIZIN.40             | 2022年12月31日 |
| ○    | 高橋裕三 | 5分2R終了 判定3-0 | DEEP 八王子超人祭り! | 2015年4月5日   |

### アマチュア総合格闘技
| 勝敗 | 対戦相手   | 試合結果                 | 大会名                    | 開催年月日     |
| ○    | 小浴正幸   | 2R 2:18 TKO（パウンド）  | DEEP 八王子超人祭り! 2016 | 2016年4月3日   |
| ×    | 前田島純   | 判定0-3                  | D-Spiral 3                | 2011年9月18日  |
| △    | 佐藤美朗   | ドロー                   | THE OUTSIDER 第16戦       | 2011年5月8日   |
| ×    | 清水征史郎 | 1R 2:06 腕ひしぎ十字固め | THE OUTSIDER 第9戦        | 2009年12月13日 |
| ×    | 渋谷莉孔   | 1R 2:41 TKO（パウンド）  | THE OUTSIDER 第7戦        | 2009年8月9日   |

## 出演
- 実録・暴走族 極悪 二代目（2007年） - 二代目深川極悪 戸崎平次
- 首領の一族2（2007年）
- 新宿暴力街1 〜華火〜（2007年） - 仙道組組員
- 横浜暗黒街1 〜華炎〜（2008年） - 藤堂組組員 石田
- 首領の野望（2008年） - 工藤組組員
- 喰いしん坊!3 大喰い敵対篇（2008年） - ドライブインの客
- 極道の紋章 第八章〜第十章（2009年）- 沖田連合弘和会高見組組員
- 白竜8 六本木侵攻（2010年） - 王道会組員 ササキ
- わが凶状半生（2010年） - 愛國SPECTOR 松戸支部メンバー
- あにき1（2010年） - オレオレ詐欺グループ
- ドブネズミのバラード（2010年）
- 兄弟の墓場（2010年） - 天吉組若衆 キシモト
- 新・野望の軍団（2011年）
- ブラック・コネクション（2012年） - 主演・ヤスユキ
- 日本統一（2013年 - ） - 侠和会 川上章介
- 代理戦争 やくざ×韓国マフィア（2013年） - ナカイ（啓仁会内藤組組員岩渕のダチ）
- WARU下克上（2013年） - 主演・達也
- ゲバルト（2013年） - 辻堂の番長
- 新・年少バトルロワイヤル（2013年） - 主演・吉岡ケンジ
- ルーザー（2013年） - 石田組組員 健二（心平の舎弟）
- ハイエナ（2013年） - ニコニコ金融 イノウエユウト
- 新喧嘩高校軍団 義士高VS.民族高（2013年）
- 首領の道12（2014年）- フナモリ(元・狩野組丸池組組員)
- 暗黒の戦い（2014年）
- 強奪（しのぎ）6億円・・・・・（2014年） - フジタ
- 新・極道の紋章3（2014年）元・宝竜会組員（天野の舎弟）
- 仁義なきやくざ（2015年） - 松若組黄龍会若頭 斉晃一郎
- 関東極道連合会4（2015年） - カミキ（井口喬次の舎弟）
- 新宿黒社会 新宿やくざVSチャイニーズマフィア（2016年）
- 狂犬と呼ばれた男たち カリスマヤクザ（2017年） - クラブの黒服（大和組系相山組組員）
- 頂点(てっぺん)3（2017年） - 高取組組員
- 極道天下布武（2017年） - 尾山組組員 尾山教吉
- 極道純恋歌（2018年） - 主演・吉岡組組員 健二
- 外道憤砕（2018年） - 暴走族府中連合のヘッド（振り込め詐欺グループのリーダー）
- 歌舞伎町黒社会（2019年） - クラブの客
- 日本統一外伝 〜山崎一門〜1・2・3・4（2020年） - 侠和会 川上章介
- 日本統一 エピソード集Ⅰ・Ⅲ・Ⅴ（2021年） - 侠和会 川上章介
- 極道の紋章レジェンド1-6（2021年） - 京阪連合沖田連合若頭 本郷芳雄
- 劇場版 山崎一門〜日本統一〜（2022年9月23日公開[7]）[8] - 三代目侠和会直参 四代目藤代組組長 川上章介
- 日本統一 関東編（2023年） - 侠和会 川上章介[9]
- ドラゴン（2010年）
- やまざきいちもん 日本統一（2023年） - 侠和会 川上章介
- ゴーストキラー（2025年）[10]
- 田村悠人 ISOLATED（2025年）[11] - 侠和会 川上章介
- 日本統一 東京編（2025年） - 侠和会 川上章介[12]

### 配信
- 中野英雄ちゃんねる（2022年、YouTube）

### CD
シングル
- 山崎一門「男の貧乏くじ」（2022年9月21日、キングレコード）秋元康プロデュース[13]

### ランウェイ
- 東京ボーイズコレクション（2015年 代々木第二体育館）
- 東京ボーイズコレクション（2018年 日本武道館）

### 雑誌
- Soul Japan（大洋図書）